# C'Mon (Kesha)
C'mon è un singolo della cantautrice statunitense Kesha, il secondo estratto dal secondo album in studio Warrior e pubblicato il 17 gennaio 2013.
Il brano è stato scritto dalla stessa Kesha e dai suoi collaboratori regolari: Dr Luke e Max Martin, il quale lo ha anche prodotto. Benjamin Levin, Cirkut e Bonnie McKee hanno provveduto anch'essi alla composizione della canzone.

## Il brano
C'mon è un brano di genere technopop  e pop rap, tematicamente analogo a Die Young. Billboard lo ha definito come «una traccia in perfetto stile YOLO ricollegabile al sesso occasionale».
È stato composto nella chiave di mi maggiore con un tempo di 126 battiti al minuto. Inoltre, l'estensione vocale di Kesha si estende da Si3 a Mi5.

## Critiche

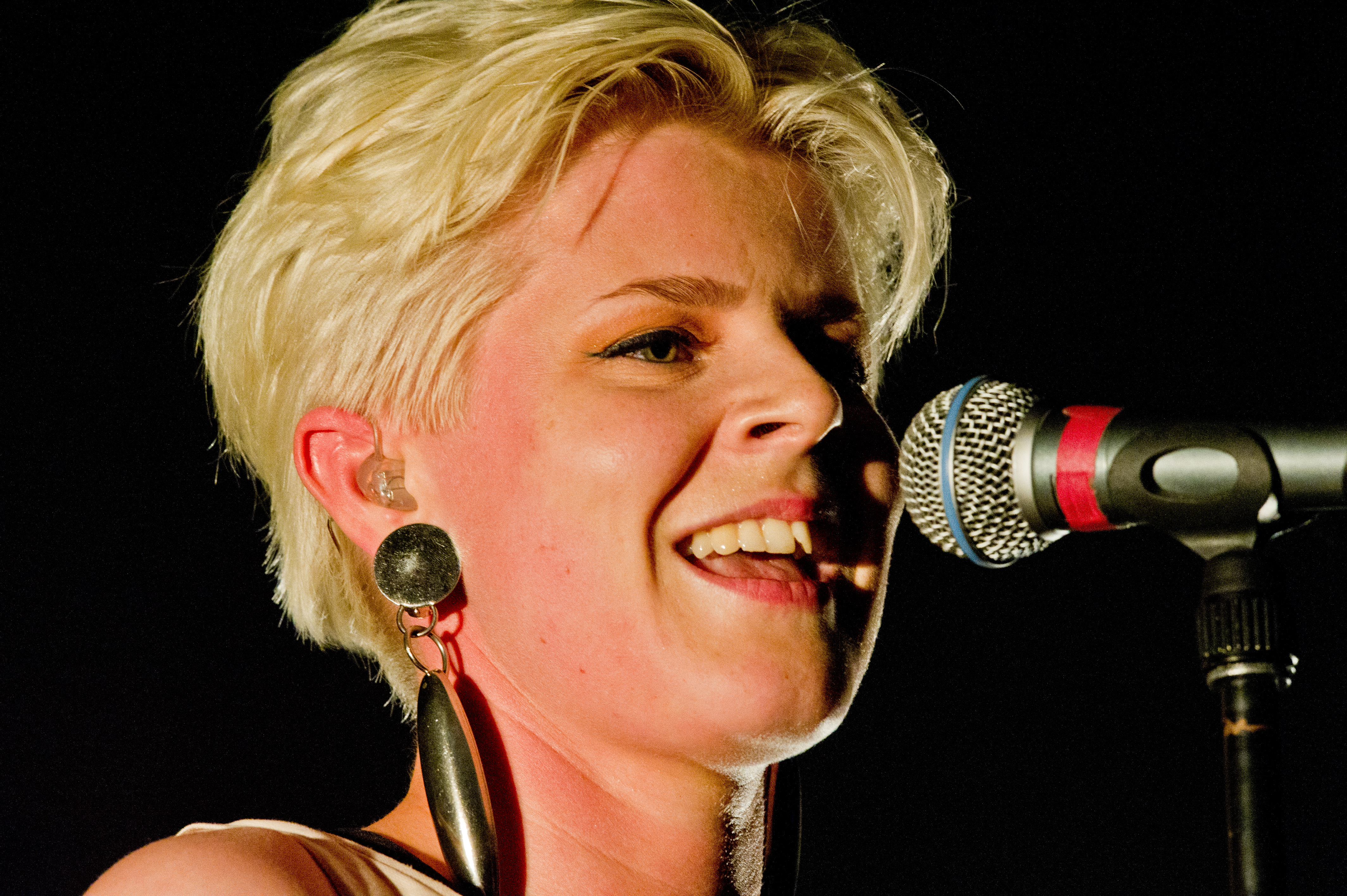
C'Mon è stata paragonata a Call Your Girlfriend di Robyn.

Al momento della sua pubblicazione, C'Mon riceve critiche miste, e per lo più positive. Seventeen Gave ha elargito un commento positivo sia sulla canzone che sul video, definendo C'Mon una «brano dance perfetto con un ritornello orecchiabile». Carl Williot di Idolator ha dato una recensione mista, proclamando la canzone «divertente ma familiare». The Huffington Post ha elogiato la canzone, e in particolare l'«impressionante» coro. Billboard l'ha paragonata a Call Your Girlfriend di Robyn e alla precedente canzone di Kesha, Your Love Is My Drug, del 2010.

## Video musicale
Il videoclip musicale di C'Mon è stato pubblicato l'11 gennaio 2013 attraverso il canale VEVO di Kesha. La cantante aveva precedentemente annunciato sul suo account Twitter l'imminente uscita del video, postando una foto il giorno precedente.

### Sinossi
Il video ruota intorno ad un'avventura che Kesha intraprende con i suoi compagni. Esso comincia con la cantante vestita con una camicia rosa scacchiera mentre succhia un lecca-lecca mentre e cammina verso l'ingresso posteriore di un vecchio ristorante dove il manager, Richard, le dice: «Sei in ritardo di nuovo». Un anziano cliente chiede un caffè; tuttavia, lei pone il suo lecca-lecca nella tazza del signore e si licenzia. Torna all'uscita dell'edificio attraverso la porta d'ingresso, dove sembra attendere su una panchina un'automobile che la passi a prendere. Improvvisamente lampeggia e un furgone in cui sono scritte le parole «Dream Maker», decorato con un gatto, compare. Una volta che il furgone giunge, Kesha apre la portiera e il pilota sembra essere un gatto gigantesco. La canzone inizia effettivamente quando il conducente inserisce un nastro etichettato proprio C'Mon. Viene rivelato che i passeggeri del furgone includono altri animali pelosi e ci sono un sacco di persone vestite come animali in alcune scene. Lei e gli «animali» successivamente entrano in un negozio di occhiali e lo derubano. Kesha bacia il responsabile del negozio, che poi si trasforma in un gattino grigio. Un'altra scena mostra se stessa su una pista da ballo. In seguito, invade con i suoi amici il ristorante dove lavorava e danza.

## Classifiche
| Classifica (2013) | Posizione massima |
| ----------------- | ----------------- |
| Australia         | 19                |
| Austria           | 64                |
| Belgio (Fiandre)  | 54                |
| Belgio (Vallonia) | 46                |
| Canada            | 16                |
| Francia           | 181               |
| Irlanda           | 33                |
| Italia            | 50                |
| Germania          | 79                |
| Nuova Zelanda     | 22                |
| Regno Unito       | 70                |
| Repubblica Ceca   | 49                |
| Slovacchia        | 87                |
| Stati Uniti       | 27                |